# Consolation Marriage
Consolation Marriage ist eine romantische Komödie aus dem Jahr 1931, in der Irene Dunne ihre erste Rolle als Star nach ihrem Durchbruch in Cimarron absolvierte.

## Handlung
Steve Porter wird von seiner Geliebten Elaine für einen anderen Mann sitzengelassen. Später trifft er Mary Porter, die ebenfalls Liebeskummer hat, weil ihre langjährige Beziehung zu Jeff Hunter am Ende ist. Die beiden unglücklich Verliebten lernen sich kennen und finden sich sympathisch. Um das Leben nicht allein verbringen zu müssen, heiraten die Zwei mit dem strikten Vorsatz, eine offene Ehe zu führen. Statt auf Liebe und Romantik soll die Beziehung auf Respekt und gegenseitiger Achtung gebaut sein. Beide versichern sich: Sobald einer von ihnen die wahre Liebe entdeckt, darf er ohne Probleme und Vorwürfe die Beziehung sofort beenden und die Scheidung verlangen. Bald darauf wird ihr gemeinsames Kind geboren und trotz der unromantischen Umstände der Eheschließung mögen sich Mary und Steve zunehmend mehr. Nach drei relativ glücklichen Jahren kehrt Elaine zurück und macht Steve Avancen. Auch Mary nutzt die Situation für eine Romanze mit einem Verehrer. Am Ende finden Steve und Mary aber wieder zueinander und gestehen sich ihre Liebe.

## Hintergrund
Irene Dunne war nach einer relativ erfolgreichen Karriere als Sängerin in verschiedenen Broadwayshows 1930 nach Hollywood gekommen. Bereits ihr zweiter Film, Cimarron, hatte ihr eine Nominierung für den Oscar als beste Schauspielerin eingebracht. Ihr Studio RKO wusste den plötzlichen Ruhm von Irene Dunne nicht recht zu nutzen und die Schauspielerin trat zunächst nur in Nebenrollen auf. Erst Mitte 1931 entschlossen sich die Verantwortlichen, die Popularität von Dunne bei den Fans zu nutzen und sie konsequent zu einem zugkräftigen Namen an der Kinokasse aufzubauen. In der romantischen Komödie Consolation Marriage ist ihr Name zum ersten Mal alleine über dem Titel angeführt, ein sicheres Indiz für den Status eines Schauspielers als Star.
Der Film diskutiert verschiedene Modelle des Zusammenlebens unter den Geschlechtern. Neben der reinen Vernunftehe ohne Liebe steht mehr oder weniger gleichberechtigt die Liebesheirat, das außereheliche Verhältnis und die rein platonische Freundschaft zwischen Mann und Frau. In vergleichbarer Weise versuchten auch Illicit mit Barbara Stanwyck aus demselben Jahr oder The Animal Kingdom mit Ann Harding die Frage zu klären, wie eine moderne Ehe ausgestaltet sein könnte, die insbesondere die Ehefrau in ihrer freien Entfaltung nicht einengt und gleichzeitig dem Bedürfnis nach Romantik und Geborgenheit Genüge tut.
In den folgenden Jahren etablierte sich Irene Dunne als populärster weiblicher Star des Studios. Doch in der internen Hierarchie stand sie hinter Ann Harding und Katharine Hepburn und bekam meist nur die Rollen zugeteilt, die von den anderen Schauspielerinnen abgelehnt worden waren. Erst nachdem sie 1935 das Studio verlassen hatte, schaffte Dunne den Aufstieg zu einer der höchstbezahlten Stars von Hollywood mit Gagen von bis zu 150.000 US-Dollar und einen Jahreseinkommen von regelmäßig mehr als 400.000 US-Dollar.

## Kritiken
In Variety fand man lobende Worte für die Hauptdarstellerin:

„Irene Dunne ist gut in ihrer ersten Starrolle. Soweit es um ihre Darstellung geht, ist sie so gut wie in "Cimarron".“

Die New York Times nannte den Film:

„[...] eine nette kleine Romanze mit gut geschriebenen Dialogen[...]. Miss Dunnes Darstellung ist kompetent, fast so gut wie ihre Rolle in "Cimarron".'“